# Lac Troneras
Le lac Troneras est un lac de barrage situé dans le département d'Antioquia, en Colombie.  

## Géographie
Le lac Troneras est bordé par les municipalités de Gómez Plata et Carolina del Príncipe, à 60 km au nord-est de la ville de Medellín. 
Il a un volume de 41 millions de m3, pour une superficie de 4,65 km2.